# IC 2206
IC 2206 ist ein Doppelstern im Sternbild Achterdeck des Schiffs. Das Objekt wurde im Jahr 1895 von Williamina Fleming entdeckt und fälschlicherweise in den Index-Katalog aufgenommen.